# Azerbaijão nos Jogos Olímpicos de Inverno de 2014
O Azerbaijão participou dos Jogos Olímpicos de Inverno de 2014, realizados na cidade de Sóchi, na Rússia. Foi a quinta aparição do país em Olimpíadas de Inverno.

## Desempenho

### Esqui alpino
Feminino
| Atleta                | Evento | 1ª corrida | 2ª corrida | Total | Pos. |
| --------------------- | ------ | ---------- | ---------- | ----- | ---- |
| Gaia Bassani Antivari | Slalom | DNS        | DNS        | DNS   | DNS  |

Masculino
| Atleta           | Evento         | 1ª corrida | 2ª corrida | Total   | Pos. |
| ---------------- | -------------- | ---------- | ---------- | ------- | ---- |
| Patrick Brachner | Slalom         | DNF        | DNF        | DNF     | DNF  |
| Patrick Brachner | Slalom gigante | 1:31.32    | 1:32.31    | 3:03.63 | 53º  |

### Patinação artística
| Atleta                        | Evento        | Programa curto | Programa curto | Programa longo | Programa longo | Total  | Total |
| Atleta                        | Evento        | Pontos         | Pos.           | Pontos         | Pos.           | Pontos | Pos.  |
| ----------------------------- | ------------- | -------------- | -------------- | -------------- | -------------- | ------ | ----- |
| Julia Zlobina Alexei Sitnikov | Dança no gelo | 58.15          | 14º            | 90.48          | 11º            | 148.63 | 12º   |

Legenda
| Recorde mundial      | Recorde mundial (World record)               |                       | Recorde africano                      | Recorde africano (African) |                                           | Q | Classificado por posição (Qualified) |
| Recorde olímpico     | Recorde olímpico (Olympic record)            | Recorde da América    | Recorde da América (Americas)         | q                          | Classificado por melhor tempo (Qualified) |   |                                      |
| Melhor marca do ano  | Melhor marca do ano (World leading)          | Recorde asiático      | Recorde asiático (Asian)              | DNS                        | Não largou (Did not start)                |   |                                      |
| Recorde nacional     | Recorde nacional (National record)           | Recorde europeu       | Recorde europeu (European)            | DNF                        | Não terminou (Did not finish)             |   |                                      |
| Recorde pessoal      | Recorde pessoal do atleta (Personal best)    | Recorde da Oceania    | Recorde da Oceania (Oceania)          | DSQ / DQ                   | Desclassificado (Disqualified)            |   |                                      |
| Recorde da temporada | Recorde da temporada do atleta (Season best) | Recorde sul-americano | Recorde sul-americano (South America) | NM                         | Sem marca (No mark)                       |   |                                      |